# Atemptat de Palmanova de 2009
El 30 de juliol de 2009 dos guàrdies civils van morir en un atemptat a Palmanova (Mallorca) perpetrat per l'organització armada Euskadi Ta Askatasuna utilitzant una bomba adhesiva situada als baixos del seu cotxe patrulla. Segons es va saber més tard, aquest cotxe-bomba no fou accionat a distància sinó que es feu ús d'un temporitzador.
L'atemptat es va produir 36 hores després que esclatés un cotxe bomba a Burgos que tenia per objectiu causar diversos morts en una caserna de la Guàrdia Civil. ETA no operava a l'illa de Mallorca des de l'estiu de 1995, data en la qual un escamot de l'organització va ser desarticulat mentre preparava un atemptat contra el Rei d'Espanya durant la seva estada a l'illa per estiuejar.
Tot just cometre's l'atemptat a les 13:30 hora local, les forces de seguretat de l'Estat van posar en marxa l'«operació Gàbia», actuació engegada després de qualsevol atac "terrorista" a fi d'identificar i arrestar els seus responsables. Hores després, el 31 de juliol, el Ministeri de l'Interior espanyol va difondre les imatges dels presumptes responsables dels atemptats de Burgos i Palmanova a fi que la col·laboració ciutadana pogués ajudar en les seves detencions seguint la hipòtesi que encara no haguessin abandonat l'illa. A més a més foren temporalment tancats els accessos marítims i aeris a l'illa.